# Коган-Гайз Тауншип (округ Лайкомінг, Пенсільванія)
Коган-Гайз Тауншип (англ. Cogan House Township) — селище (англ. township) в США, в окрузі Лайкомінг штату Пенсільванія. Населення — 935 осіб (2020).

## Демографія
Згідно з переписом 2010 року, у селищі мешкало 955 осіб у 362 домогосподарствах у складі 274 родин. Було 461 помешкання
Расовий склад населення:
| - 98,8 % — білих - 0,1 % — чорних або афроамериканців - 0,1 % — азіатів |

До двох чи більше рас належало 0,9 %. Частка іспаномовних становила 1,0 % від усіх жителів.
За віковим діапазоном населення розподілялося таким чином: 24,1 % — особи молодші 18 років, 60,7 % — особи у віці 18—64 років, 15,2 % — особи у віці 65 років та старші. Медіана віку мешканця становила 43,8 року. На 100 осіб жіночої статі у селищі припадало 104,1 чоловіків;  на 100 жінок у віці від 18 років та старших — 107,1 чоловіків також старших 18 років.
Середній дохід на одне домашнє господарство  становив 70 260 доларів США (медіана — 54 327), а середній дохід на одну сім'ю — 74 755 доларів (медіана — 61 875). Медіана доходів становила 45 500 доларів для чоловіків та 30 278 доларів для жінок. За межею бідності перебувало 8,0 % осіб, у тому числі 17,4 % дітей у віці до 18 років та 2,3 % осіб у віці 65 років та старших.
Цивільне працевлаштоване населення становило 448 осіб. Основні галузі зайнятості: виробництво — 19,4 %, освіта, охорона здоров'я та соціальна допомога — 13,4 %, будівництво — 10,5 %, сільське господарство, лісництво, риболовля — 9,6 %.